# Bucculatrix oppositella
Bucculatrix oppositella är en fjärilsart som beskrevs av Otto Staudinger 1880. Bucculatrix oppositella ingår i släktet Bucculatrix och familjen kronmalar. Inga underarter finns listade i Catalogue of Life.